# Puritanisme
Le puritanisme est un courant religieux chrétien qui s'apparente au calvinisme. Ses partisans désiraient « purifier » et « réformer » l'Église d'Angleterre du catholicisme à partir de 1559 et ont répandu leur doctrine en Nouvelle-Angleterre à partir de 1630.
Les partisans du puritanisme ont participé à la Réforme anglaise tout en s'opposant à l'Église anglicane officielle et à la monarchie anglaise, leur reprochant de ne pas aller suffisamment loin dans le sens de la Réforme protestante. Ils ont fini par être exilés du royaume d'Angleterre et certains sont partis s'installer sur le continent américain, fondant les premières communautés anglo-américaines à l'origine des États-Unis.
Leur héritage est divers. Alexis de Tocqueville voyait dans les puritains les fondateurs de la démocratie américaine en raison de leur attachement à l'éducation, à la liberté individuelle et à leur volonté de créer une organisation politique démocratique.
Le terme « puritain » a pris aujourd'hui le sens figuré, souvent péjoratif, de conduite de ceux qui professent une certaine pudibonderie et un rigorisme. « Dans le langage courant, un « puritain » est une personne austère, rigide, hostile à tous les plaisirs : « pureté » à laquelle on associe volontiers une teinte d'ostentation, voire d'hypocrisie, sans appartenance religieuse particulière ».

## Définition et présentation générale
Les puritains étaient des protestants anglais des XVIe et XVIIe siècles qui cherchaient à purifier l'Église d'Angleterre des pratiques catholiques, soutenant que l'Église d'Angleterre n'avait pas été entièrement réformée et devait devenir plus protestante. Le puritanisme a joué un rôle important dans l'histoire de l'Angleterre, notamment pendant le Protectorate (1653-1659).
Les puritains étaient mécontents de la portée limitée de la Réforme anglaise et de la tolérance de l'Église d'Angleterre à l'égard de certaines pratiques associées à l'Église catholique romaine. Ils ont formé et se sont identifiés à divers groupes religieux prônant une plus grande pureté du culte et de la doctrine, ainsi qu'une piété personnelle et collective. Les puritains ont adopté une théologie réformée et, en ce sens, étaient calvinistes. En ce qui concerne le gouvernement de l'Église, certains prônaient la séparation entre les groupes puritains et toutes les autres dénominations chrétiennes établies afin de créer une Église autonome. Ces courants séparatistes du puritanisme devinrent prédominants dans les années 1640, lorsque les partisans du presbytérianisme furent incapables de forger une nouvelle Église nationale anglaise.
À la fin des années 1630, les puritains s'allient au monde des entrepreneurs et des commerçants alors en pleine expansion, mais aussi à l'opposition parlementaire à l'Église anglicane officielle et aux presbytériens écossais, avec lesquels ils ont beaucoup en commun. Ils sont devenus par la suite une force politique majeure en Angleterre et ont pris le pouvoir à la suite de la Première guerre civile anglaise (1642-1646). Presque tout le clergé puritain a quitté l'Église d'Angleterre après la Restauration de la monarchie Stuart de 1660 et l'Acte d'Uniformité de 1662. Beaucoup ont continué à pratiquer leur foi dans des dénominations non-conformistes, en particulier dans les églises congrégationalistes et presbytériennes.
Le puritanisme est un mouvement protestant de la fin du XVIe siècle au début du XVIIe siècle. S'inspirant du calvinisme, des théologiens anglais ont commencé une réforme théologique, liturgique, vestimentaire et architecturale des pratiques religieuses. Ils n'utilisaient cependant pas ce terme pour s'identifier eux-mêmes. La plupart des puritains vivaient en Angleterre. Le mouvement théologique puritain se trouve en lien avec l'Église presbytérienne qui est, elle, d'origine écossaise.
Le puritanisme n'a jamais été une division religieuse officiellement définie au sein du protestantisme, et le terme « puritain » lui-même était rarement utilisé après le tournant du XVIIIe siècle. Certains idéaux puritains, y compris le rejet formel du catholicisme romain, ont été intégrés dans les doctrines de l'Église d'Angleterre ; d'autres ont été absorbés par les nombreuses dénominations protestantes qui ont vu le jour à la fin du XVIIe siècle et au début du XVIIIe siècle en Amérique du Nord et en Grande-Bretagne. Les Églises congrégationalistes, largement considérées comme faisant partie de la tradition réformée, descendent des puritains,. De plus, les croyances puritaines sont inscrites dans la Déclaration de Savoie, la confession de foi tenue par les Églises congrégationalistes.

## Histoire

### Origines et tentatives pour une réforme radicale de l'Église anglaise
Après sa rupture avec le pape en 1531 sur la question de son divorce avec Catherine d'Aragon, le roi Henri VIII affranchit l'Église d'Angleterre de la tutelle de Rome en 1534. Cette rupture eut un effet qu'Henri VIII n'avait pas prévu : elle ouvrit une brèche pour les chrétiens anglais protestants qui voulaient réformer l'Église dans le sens des idées de Martin Luther.
La cause du protestantisme avança ensuite rapidement sous le règne de son fils Édouard VI. L'archevêque de Cantorbéry, Thomas Cranmer, publia le premier Book of Common Prayer (Livre de la prière commune) en décembre 1549, pour accélérer certaines des idées fondamentales de la Réforme continentale : retour à l'Église primitive des premiers temps prise comme modèle, volonté de rendre les Écritures accessibles en langue anglaise ainsi que l'introduction de la communion pour tous sous les deux espèces, le pain et le vin.

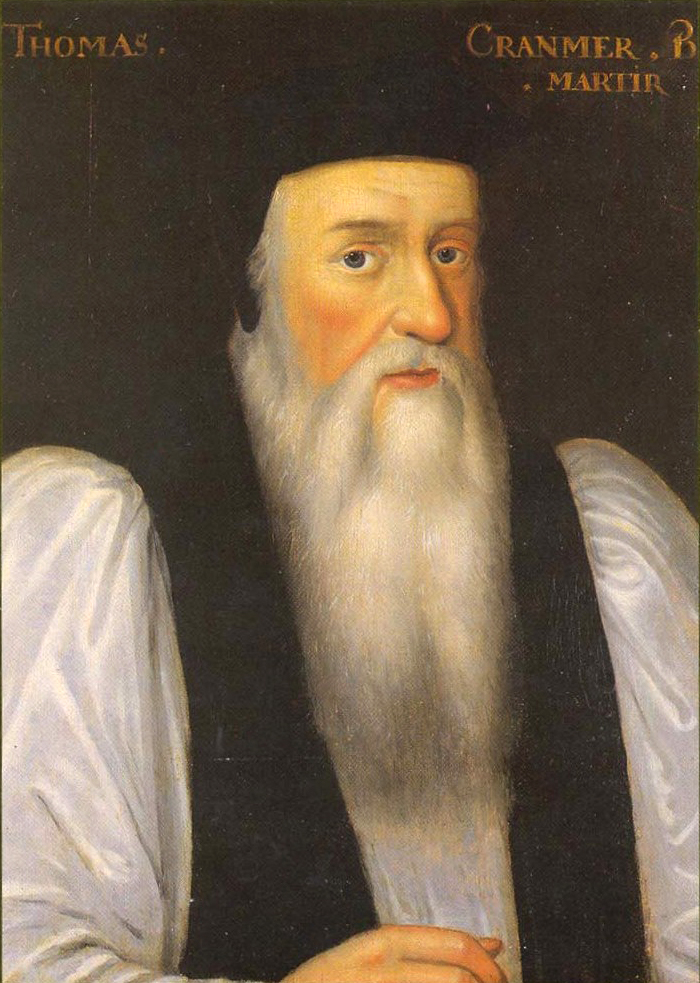
Thomas Cranmer, archevêque de Cantorbéry, exerça une profonde influence sur le roi Édouard VI.

Cependant, durant le règne de sa demi-sœur Marie Tudor (1553-1558), l'Angleterre revint au catholicisme romain. De nombreux protestants furent exécutés (Cranmer et d'autres grandes figures de la Réforme furent condamnés au bûcher), persécutés et contraints à l'exil en Europe. Là, ils furent influencés par les réformateurs calvinistes à Genève ou luthériens en Allemagne. Deux des livres les plus populaires du temps — la Bible de Genève (traduction annotée de la Bible élaborée à Genève) et le Livre des Martyrs de John Foxe — furent publiés à cette période.
La mort de celle qu'ils appelaient Bloody Mary (Marie la sanglante) et l'accession au trône d'Élisabeth Ire en 1558 fut donc saluée avec enthousiasme par ces protestants. Mais ses premières actions, quoique rétablissant le protestantisme, déçurent ceux qui aspiraient à une vaste réforme sur le modèle presbytérien.
Le puritanisme semble avoir alors surgi du mécontentement causé par le Règlement élisabéthain de 1559 par lequel la reine réaffirmait l'indépendance de l'Église d'Angleterre à l'égard de Rome et détaillait la structure de cette Église : les protestants les plus radicaux y virent des concessions au « papisme ». Contrairement aux mouvements protestants continentaux, la Réforme anglicane maintenait en effet l'Église sous le contrôle de la monarchie par l'intermédiaire d'une hiérarchie épiscopale, tout en laissant intactes beaucoup de pratiques catholiques, deux points inacceptables aux yeux des puritains. Ils refusèrent d'appliquer entièrement les directives et formules rituelles du Book of Common Prayer. La mise en œuvre forcée et tatillonne du nouvel ordre liturgique les repoussa dans une attitude d'opposition affirmée.

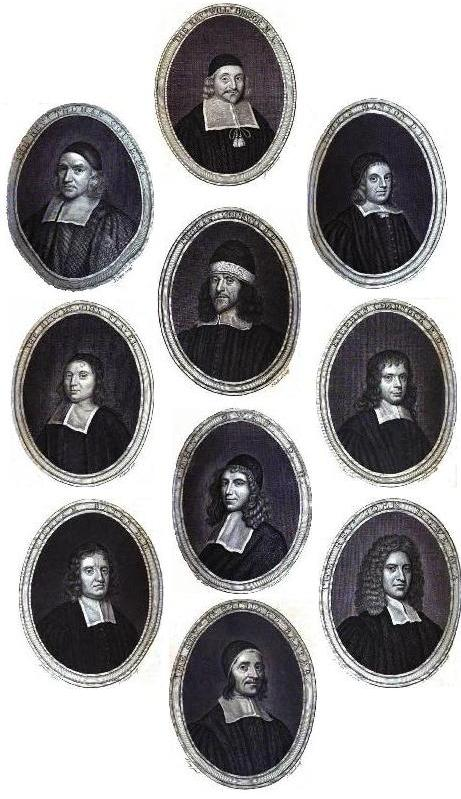
Galerie de théologiens puritains célèbres du XVIIe siècle : Thomas Gouge, William Bridge, Thomas Manton, John Flavel, Richard Sibbes, Stephen Charnock, William Bates, John Owen, John Howe, Richard Baxter.

Nombre de ces puritains — ainsi qu'ils furent appelés dans une controverse sur le vêtement de cérémonie aux alentours de 1560 où l'on moqua leur volonté de « purifier » les vêtements liturgiques — recherchèrent en vain l'appui du Parlement pour tenter d'instituer une forme de gouvernement de l'Église d'Angleterre proche du presbytérianisme. Le puritanisme anglais se tourna vers la prédication, publia pamphlets et libelles virulents, et commença à se distinguer de la pratique anglicane officielle. Son succès croissant fut également l'œuvre de ses protecteurs dans la noblesse et au parlement et de son influence dans les universités d'Oxford et Cambridge.
La question de la hiérarchie de l'Église était délicate : Élisabeth apporta son soutien au théologien Richard Hooker, auteur « des Lois de la politique ecclésiale » (Of the Laws of Ecclesiastical Policy) contrant les arguments presbytériens. Hooker énonça une réfutation directe des « frères de l'Église de Genève » et dessina les grandes lignes d'une via media pour l'Église d'Angleterre. Cette via media, dont on critiqua la faible substance doctrinale, constituait un ensemble de règles spécifiquement ordonnées qui devint « l'épine dorsale » de l'anglicanisme.

### Guerre civile anglaise et arrivée au pouvoir d'Olivier Cromwell

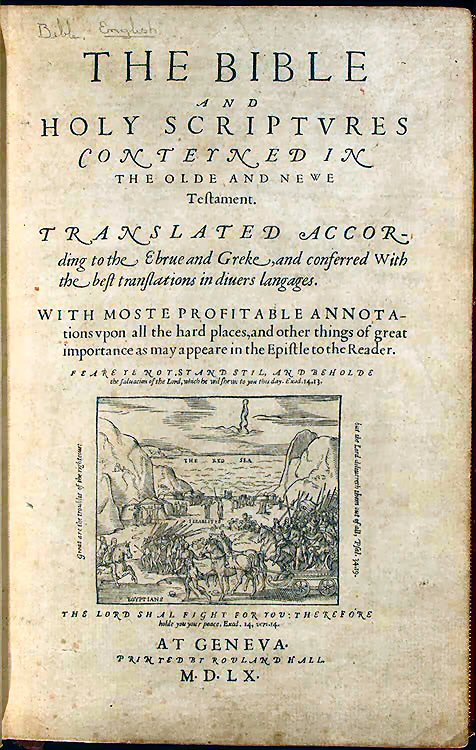
La Bible de Genève.

Parallèlement à la Réforme anglicane, l'Église d'Écosse avait été créée sur un modèle calviniste presbytérien, que les puritains espéraient étendre en Angleterre, ce qui aurait abouti à la disparition de la hiérarchie de l'Église anglicane et en particulier des évêques.
Le couronnement de Jacques VI d'Écosse comme roi d'Angleterre sous le nom de Jacques Ier réveilla leurs espoirs. Mais à la conférence du château de Hampton Court en 1604, le roi, qui n'était pas puritain lui-même et qui se méfiait d'eux, rejeta leurs doléances d'une phrase : « pas d'évêque, pas de roi » (« no bishop, no king »). Il craignait en effet que l'abolition de la hiérarchie anglicane ait des conséquences politiques et entraîne la disparition de la monarchie.
Le roi autorisa la publication de la King James Bible, en langue vernaculaire, notamment pour renforcer l'orthodoxie anglicane contre la Bible de Genève. Celle-ci était devenue populaire chez les puritains alors même qu'elle possédait des traductions anti-royalistes et contenait des notes révolutionnaires.
La pression de l'Église d'Angleterre pour soumettre tous les sujets anglais à ses rites augmenta encore sous Charles Ier sous l'influence de son archevêque William Laud, la via media anglicane étant appliquée partout avec force. Les puritains étaient vus comme des fauteurs de trouble mettant en péril l'unité de la monarchie et de l'Église et, à ce titre, ils furent sujets à une répression parfois féroce. Les peines d'emprisonnement étaient lourdes, accompagnées de la confiscation des biens et de châtiments corporels : notamment, on marquait au fer rouge le front des condamnés de la mention « S. S. » (« sower of sedition » - « semeur de sédition »). L'exil des puritains vers l'Europe continentale se poursuivait tandis que les premiers mouvements d'émigration vers l'Amérique commençaient en 1620, où ils fondèrent la colonie de la baie du Massachusetts, mais les idées puritaines continuaient à gagner du terrain en Angleterre.

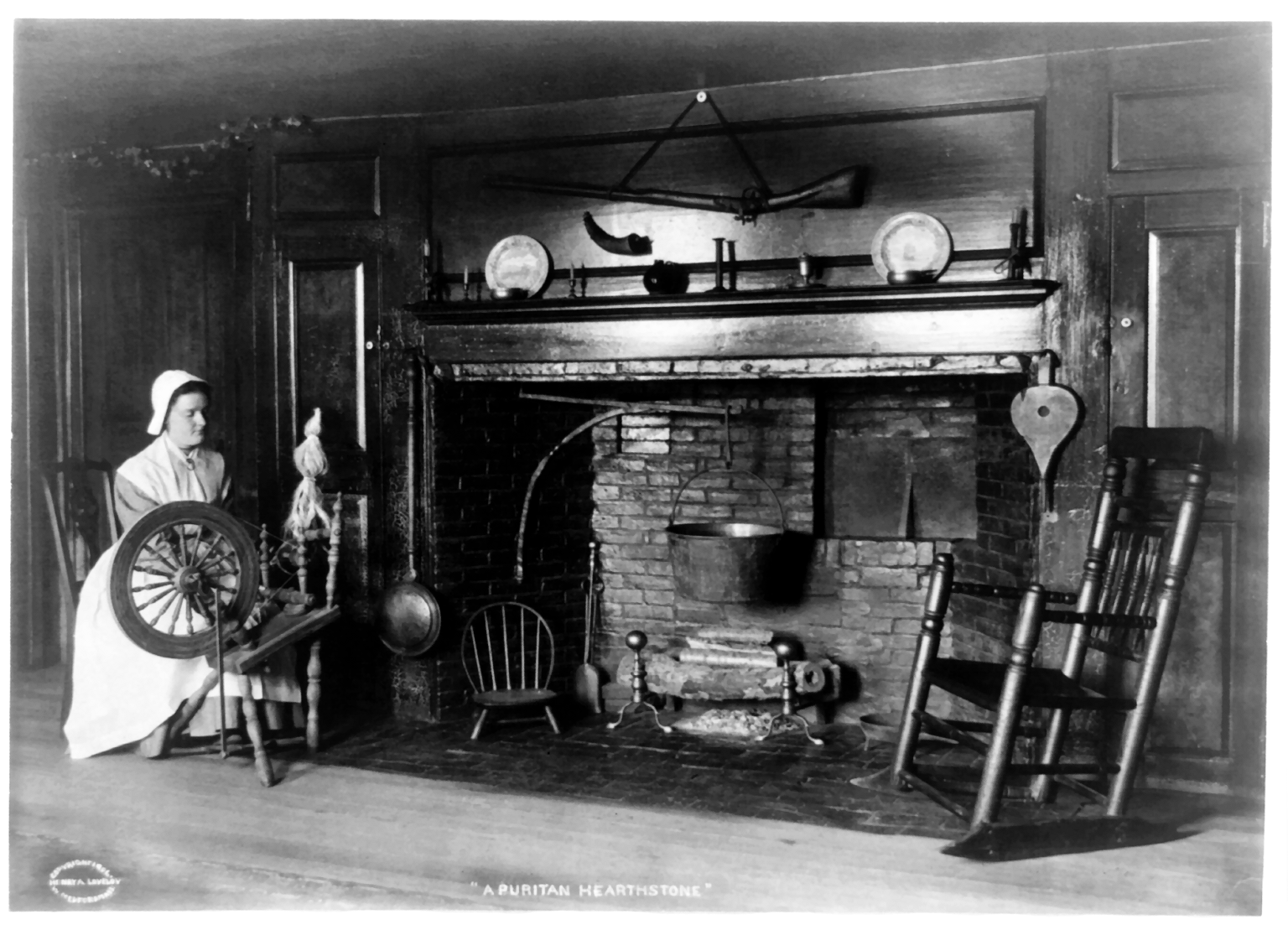
Un foyer puritain idéal.

Lorsque le conflit entre le Parlement et Charles Ier dégénéra en véritable guerre civile en 1640, les puritains se hâtèrent de saisir l'occasion d'exhorter la nation à renouveler sa foi en Dieu. Le Parlement convoqua une assemblée d'ecclésiastiques et de laïcs, tous d'obédience calviniste, connue sous le nom de « Westminster Assembly », qui ne parvint pas à réformer totalement le gouvernement de l'Église.
Cependant, l'armée d'Oliver Cromwell, qui avait défait les forces royales, porta au pouvoir son général. Cromwell, lui-même puritain, favorisa largement le puritanisme et ne concéda qu'une très faible tolérance aux autres formes de christianisme. Le grand défenseur du puritanisme de l'époque fut le poète John Milton.
En 1644, les puritains prirent le contrôle du parlement anglais et bannirent la célébration du jour de Noël dans le pays, en raison des origines « papistes » de la fête, jusqu'en 1660, où elle fut rétablie par  Charles II.
Différentes tendances dissidentes apparurent, parmi lesquelles seul le groupe des quakers connut une prospérité durable.

### Grande persécution et exil en Amérique du Nord

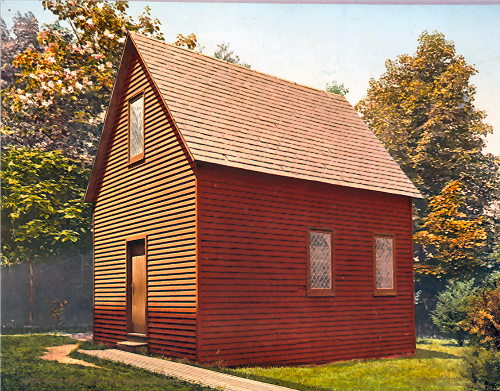
Chapelle puritaine à Salem.

La restauration de la monarchie en 1660 aboutit au retour de l'anglicanisme dans le strict modèle de William Laud et le clergé puritain fut expulsé de l'Église d'Angleterre. Ceux qui refusèrent de se soumettre aux prescriptions de l'Église anglicane furent catalogués comme nonconformists. Le puritanisme anglais entra alors dans la période appelée la Great Persecution et fut contraint de partir vers la Hollande et vers les colonies puritaines qui se trouvaient en Amérique dans l'espoir de réaliser ses objectifs.

#### Fondation de la colonie de Plymouth et de la baie du Massachusetts
En Nouvelle-Angleterre, en 1648, les paroisses séparatistes des Pères pèlerins de la colonie de Plymouth, parmi lesquelles figuraient des puritains, et les paroisses puritaines de la colonie de la baie du Massachusetts fondèrent une seule Église congrégationaliste, sous l'impulsion de John Cotton. Elle devint l'Église dominante dans les deux colonies. La charte de la colonie de la baie du Massachusetts, accordée aux puritains, fut suspendue en 1689. Elle devint une colonie de la couronne.
| Gouverneurs de la Colonie de Plymouth | Gouverneurs de la Colonie de Plymouth | Gouverneurs de la Colonie de Plymouth |
| Période                               | Gouverneur                            |                                       |
| ------------------------------------- | ------------------------------------- | ------------------------------------- |
| 1620                                  | John Carver                           |                                       |
| 1621–1632                             | William Bradford                      |                                       |
| 1633                                  | Edward Winslow                        |                                       |
| 1634                                  | Thomas Prence                         |                                       |
| 1635                                  | William Bradford                      |                                       |
| 1636                                  | Edward Winslow                        |                                       |
| 1637                                  | William Bradford                      |                                       |
| 1638                                  | Thomas Prence                         |                                       |
| 1639–1643                             | William Bradford                      |                                       |
| 1644                                  | Edward Winslow                        |                                       |
| 1645–1656                             | William Bradford                      |                                       |
| 1657–1672                             | Thomas Prence                         |                                       |
| 1673–1679                             | Josiah Winslow                        |                                       |
| 1680–1692                             | Thomas Hinckley                       |                                       |

Le Mayflower Compact qui avait été signé par les pèlerins, à bord du Mayflower, le 11 novembre 1620, avant qu'ils ne débarquent à Provincetown, fut longtemps le seul document régissant la vie de la colonie. Les premières lois ne furent codifiées qu'en 1636. Elles étaient fondées sur le mélange de la common law anglaise avec le droit religieux inspiré par la Bible.
La colonie offrait à tous les hommes adultes la potentialité d'être citoyen. Pour cela, il fallait être parrainé par un autre citoyen et accepté par le Tribunal. Au citoyen, appelé aussi « homme libre », étaient accordés des droits et des privilèges, comme le droit de vote et celui d'élection. On ne tarda pas cependant à mettre des restrictions à l'octroi du statut de citoyen, en instaurant une période d'attente d'un an (en particulier pour les Quakers), durée pendant laquelle les mœurs était observés.

### Le puritanisme duxviiiesiècleauxixesiècle
Les anglicans et les quakers furent reconnus malgré les persécutions que les derniers subissaient à cause des puritains.
De 1725 à 1750, le Grand réveil affecta la Nouvelle-Angleterre. De nombreux descendants des puritains quittèrent l'Église congrégationaliste et rejoignirent les Églises méthodiste ou baptiste.
L'Église congrégationaliste d'origine puritaine comptait un courant conservateur (calviniste) et un courant libéral (arminien voire unitarien et/ou déiste). En 1833, le Massachusetts sépara l'Église et l'État. Au début du XIXe siècle, les congrégations les plus libérales devinrent officiellement unitariennes, réunies au sein de l'Association unitarienne américaine à partir de 1825, les autres demeurant trinitaires et conservant la dénomination congrégationaliste.
Les paroisses fondées par les puritains sont aujourd'hui membres de l'Église unie du Christ (congrégationaliste, issue de la fusion de quatre Églises protestantes en 1957) ou de l'Association universaliste unitarienne (issue de la fusion de l'Association unitarienne américaine et de l'Église universaliste d'Amérique en 1961) — 25 paroisses sont membres des deux ensembles. La première paroisse séparatiste et la première paroisse puritaine d'Amérique, fondées respectivement en 1620 à Plymouth et en 1630 à Boston, sont aujourd'hui des paroisses unitariennes universalistes. De nos jours, l'Église puritaine évangélique d'Amérique à San Diego, Californie, et la Puritan Fellowship à Manchester, Angleterre, se réclament du puritanisme.

## Doctrine

### Calvinisme
Le puritanisme désigne en général un mouvement de réforme religieuse en Angleterre, engagé dans la tradition réformée continentale. Bien que les puritains ne soient pas d'accord sur tous les points de doctrine, la plupart d'entre eux partagent des vues similaires sur la nature de Dieu, le péché humain et la relation entre Dieu et l'humanité. Ils estimaient que toutes leurs croyances devaient être fondées sur la Bible, qu'ils considéraient comme une divinement inspirée.
Le concept d'alliance était extrêmement important pour les puritains, et la théologie de l'alliance était au cœur de leurs croyances. Puisant ses racines dans les écrits des théologiens réformés Jean Calvin et Heinrich Bullinger, la théologie de l'alliance a été développée par les théologiens puritains Dudley Fenner, William Perkins, John Preston, Richard Sibbes, William Ames et, surtout, par l'étudiant néerlandais d'Ames, Johannes Cocceius. La théologie de l'alliance affirme que lorsque Dieu a créé Adam et Ève, il leur a promis la vie éternelle en échange d'une obéissance parfaite ; cette promesse a été appelée l'alliance des ouvrages. Après la chute de l'homme, la nature humaine était corrompue par le péché originel et incapable d'accomplir l'alliance des œuvres, puisque chaque personne violait inévitablement la loi de Dieu exprimée dans les Dix commandements. En tant que pécheur, chaque personne mérite la damnation.
Une partie des puritains partageaient avec les autres calvinistes orthodoxes la croyance en la double prédestination, selon laquelle certaines personnes élues étaient destinées par Dieu à recevoir la grâce et le salut, tandis que d'autres étaient condamnés à aller en Enfer. Personne, cependant, ne pouvait mériter le salut. Selon la théologie de l'alliance, la crucifixion a rendu possible l'alliance de la grâce, par laquelle ceux qui sont choisis par Dieu peuvent être sauvés. Les puritains croyaient à l'élection inconditionnelle et à la grâce irrésistible - la grâce de Dieu était donnée gratuitement et sans condition aux élus et ne pouvait pas être refusée.
D'autres puritains adhéraient en revanche à l'arminianisme et rejetaient toute idée d'une prédestination.

### Vision de l'Église
Si les puritains étaient unis dans leur objectif de faire avancer la Réforme anglaise, ils étaient toujours divisés sur les questions d'ecclésiologie et de politique ecclésiastique, en particulier sur les questions relatives à la manière d'organiser les congrégations, aux relations entre les congrégations individuelles et à la question de savoir si la fondation d'Églises nationales appuyées par l'État étaient conformes aux Écritures. Sur ces questions, les puritains se divisaient entre les partisans de la hiérarchie épiscopale et les défenseurs d'un gouvernement presbytérien de l'Église.
Les épiscopaliens (connus sous le nom de parti prélatiste) étaient des conservateurs qui étaient favorables au maintien des évêques si ces derniers soutenaient la réforme et acceptaient de partager le pouvoir avec les Églises locales. Ils défendaient également l'idée d'avoir un Book of Common Prayer, mais ils étaient contre le fait d'exiger une stricte conformité ou d'avoir trop de cérémonies. En outre, ces puritains appelaient à un renouveau de la prédication, de la pastorale et de la discipline de l'Église chrétienne au sein de l'Église d'Angleterre.
Comme les épiscopaliens, les presbytériens sont d'accord pour qu'il y ait une Église nationale, mais structurée sur le modèle de l'Église d'Écosse. Ils voulaient remplacer les évêques par un système d'organes directeurs électifs et représentatifs du clergé et des laïcs (sessions, presbytères, synodes, et finalement une assemblée générale nationale). Pendant l'Interrègne, les presbytériens ont eu un succès limité dans la réorganisation de l'Église d'Angleterre. La Westminster Assembly a proposé la création d'un système presbytérien, mais le Long Parlement a laissé la mise en œuvre aux autorités locales. En conséquence, l'Église d'Angleterre n'a jamais développé une hiérarchie presbytérienne complète.
L'Église congrégationaliste ou indépendante (religion) croit en l'autonomie de l'Église locale, qui doit idéalement être une congrégation de " saints visibles " (c'est-à-dire de personnes qui se sont converties). Les membres devaient se conformer à un pacte ecclésiastique, dans lequel ils "s'engageaient à s'unir pour rendre un culte approprié à Dieu et à se nourrir mutuellement dans la recherche d'une plus grande vérité religieuse". Ces églises étaient considérées comme complètes en elles-mêmes, avec la pleine autorité de déterminer leurs propres membres, d'administrer leur propre discipline et d'ordonner leurs propres ministres. En outre, les sacrements n'étaient administrés qu'à ceux qui faisaient partie de l'alliance de l'église.
La plupart des puritains congréganistes restent au sein de l'Église d'Angleterre, espérant la réformer selon leurs propres vues. Les Congrégationalistes de la Nouvelle-Angleterre étaient également inflexibles sur le fait qu'ils ne se séparaient pas de l'Église d'Angleterre. Cependant, certains puritains assimilaient l'Église d'Angleterre à l'Église catholique romaine, et considéraient donc qu'elle n'était pas du tout une Église chrétienne. Ces groupes, tels que les Brownistes, se séparent de l'Église établie et sont connus sous le nom de séparatistes. D'autres séparatistes ont adopté des positions plus radicales sur la séparation de l'Église et de l'État et au sujet du baptême des enfants, devenant ainsi les premiers baptistes.

### Culte et sacrements
Bien que la plupart des puritains fussent membres de l'Église d'Angleterre, ils étaient critiques à l'égard de ses pratiques cultuelles. Au 17e siècle, le culte du dimanche dans l'église anglicane prenait la forme du service de la Morning Prayer dans le Book of Common Prayer. Il pouvait inclure un sermon, mais la Sainte Communion ou la Cène n'était qu'occasionnellement observée. Officiellement, les laïcs ne devaient communier que trois fois par an, mais la plupart des gens ne communiaient qu'une fois par an, à Pâques. Les puritains étaient préoccupés par les erreurs bibliques et les vestiges catholiques contenus dans le livre de prières. Ils s'opposaient à l'inclinaison au nom de Jésus, à l'obligation pour les prêtres de porter le surplis et à l'utilisation de prières écrites et fixes au lieu de prières improvisées.
Le sermon était un élément central de la piété puritaine. Il n'était pas seulement un moyen d'éducation religieuse ; les puritains croyaient que c'était la façon la plus courante dont Dieu préparait le cœur d'un pécheur à la conversion. Le dimanche, les ministres puritains raccourcissaient souvent la liturgie pour laisser plus de temps à la prédication. Les fidèles puritains assistaient à deux sermons le dimanche et à autant de sermons et de conférences qu'ils pouvaient trouver en semaine, parcourant souvent des kilomètres. Les puritains se distinguent par leur adhésion au Sabbatarianisme.
Les puritains enseignaient qu'il y avait deux sacrements : le baptême et la Cène. Les puritains étaient d'accord avec la pratique de l'église du baptême des enfants. Cependant, l'effet du baptême était contesté. Les puritains s'opposaient à l'affirmation de la régénération baptismale contenue dans le livre de prières. Dans la théologie puritaine, le baptême des enfants était compris en termes de théologie de l'alliance : le baptême remplaçait la circoncision masculine religieuse comme signe de l'alliance et marquait l'admission de l'enfant dans l'Église visible. On ne pouvait pas supposer que le baptême produise la régénération. La Confession de Westminster affirme que la grâce du baptême n'est efficace que pour ceux qui font partie des élus, et que ses effets restent en sommeil jusqu'à ce que l'on fasse l'expérience de la conversion plus tard dans la vie. Les puritains voulaient supprimer les parrains, qui prononçaient les vœux de baptême au nom des enfants en bas âge, et confier cette responsabilité au père de l'enfant. Les puritains s'opposaient également à ce que les prêtres fassent le signe de la croix lors du baptême. Ils s'opposaient aux baptêmes privés car les puritains pensaient que la prédication devait toujours accompagner les sacrements. Certains membres du clergé puritain refusaient même de baptiser des enfants mourants, car cela impliquait que le sacrement contribuait au salut.
Les puritains rejetaient les enseignements catholique romain (transsubstantiation) et luthérien (union sacramentelle) selon lesquels le Christ est physiquement présent dans le pain sacramentel et le vin sacramentel de la Cène. Au lieu de cela, les puritains ont adopté la doctrine réformée de la présence strictement symbolique du Christ dans la Sainte Cène, estimant que dans la Cène, les fidèles reçoivent le Christ uniquement spirituellement et non pas réellement. En accord avec Thomas Cranmer, les puritains soulignent "que le Christ descend vers nous dans le sacrement par sa Parole et son Esprit, s'offrant lui-même comme notre nourriture et notre boisson spirituelles". Ils ont reproché au service du livre de prières d'être trop semblable à la messe catholique. Par exemple, l'obligation de s'agenouiller pour recevoir la communion impliquait adoration de l'Eucharistie, une pratique liée à la transsubstantiation. Les puritains reprochaient également à l'Église d'Angleterre de permettre aux pécheurs non repentis de recevoir la communion. Les puritains souhaitaient une meilleure préparation spirituelle (visites du clergé à domicile, tests sur les connaissances du catéchisme) pour la communion et une meilleure discipline ecclésiastique pour s'assurer que les indignes ne reçoivent pas le sacrement.
Les puritains ne croyaient pas que la confirmation soit nécessaire et pensaient que les candidats étaient mal préparés puisque les évêques n'avaient pas le temps de les examiner correctement,. Le service de mariage a été critiqué pour l'utilisation d'une alliance (qui impliquait que le mariage était un sacrement) et pour le fait que le marié faisait le vœu à sa femme de "l'adorer avec mon corps", ce que les puritains considéraient comme blasphématoire. Lors du service funèbre, le prêtre mettait le corps en terre "dans l'espoir sûr et certain de la résurrection à la vie éternelle, par notre Seigneur Jésus-Christ". Les puritains s'opposaient à cette phrase car ils ne pensaient pas qu'elle était vraie pour tout le monde. Ils suggèrent de la réécrire comme suit : "Nous confions son corps [etc.] en croyant à la résurrection des justes et des injustes, les uns dans la joie, les autres dans le châtiment".
Les puritains ont éliminé la musique chorale et les instruments dans leur service religieux parce qu'ils étaient associés au catholicisme romain ; cependant, le chant des Psaumes était considéré comme approprié. Les orgues d'église étaient couramment endommagés ou détruits pendant la période de la guerre civile, comme lorsqu'une hache a été portée à l'orgue de la cathédrale de Worcester en 1642.

### Démonologie et chasse aux sorcières
Comme la plupart des chrétiens au XVIe et XVIIe siècle, les puritains croyaient en l'existence active du diable et des démons en tant que forces maléfiques capables de posséder et de faire du mal aux hommes et aux femmes. La croyance dans la sorcellerie européenne et dans les sorcières, c'est-à-dire les personnes liées au diable, était également très répandue. "Des phénomènes inexpliqués, tels que la mort du bétail, les maladies humaines et les crises hideuses dont souffrent les jeunes et les vieux, peuvent être attribués au diable ou à une sorcière."
Les pasteurs puritains ont entrepris des exorcismes pour possession démoniaque dans certains cas très médiatisés. L'exorciste John Darrell était soutenu par Arthur Hildersham dans le cas de Thomas Darling. Samuel Harsnett, un sceptique sur la sorcellerie et la possession, a attaqué Darrell. Cependant, Harsnett était en minorité et de nombreux membres du clergé, pas seulement les puritains, croyaient en la sorcellerie et la possession.
Aux 16e et 17e siècles, des milliers de personnes à travers l'Europe ont été accusées d'être des sorcières et ont été condamnées à mort. En Angleterre et aux États-Unis, les puritains se sont lancés dans la chasse aux sorcières. Dans les années 1640, Matthew Hopkins, qui s'était autoproclamé comme le persécuteur en chef des sorcières, fut responsable de l'accusation de plus de deux cents personnes de sorcellerie, principalement en East Anglia. En Nouvelle-Angleterre, peu de personnes ont été accusées et condamnées pour sorcellerie avant 1692 ; il y a eu tout au plus seize condamnations.
Le procès des sorcières de Salem de 1692 a eu un impact durable sur la réputation historique des puritains de Nouvelle-Angleterre. Bien que cette chasse aux sorcières ait eu lieu après que les puritains eurent perdu le contrôle politique de la colonie du Massachusetts, les puritains furent à l'origine des procédures judiciaires engagées contre les accusés et composèrent les membres du tribunal qui les reconnut coupables et les condamna. Lorsque le gouverneur William Phips mit fin aux procès, quatorze femmes et cinq hommes avaient été pendus pour sorcellerie.

## Mœurs
La compréhension habituelle du puritanisme lui attribue une sévérité de mœurs et une dénonciation du plaisir en tant que tel, liée à leur recherche de pureté religieuse. Toutefois, des historiens, comme le Dr Harry S. Stout de l'université de Yale, se sont intéressés aux puritains américains, pour tenter de nuancer la réalité du puritanisme derrière les mythes forgés pendant la prohibition (1919-1933) par les opposants, ainsi que les analyses proposées par l'Église. Ces recherches tendent à montrer que le puritanisme ne pourrait pas être qualifiable comme antonyme strict de l'hédonisme :
- Les puritains aimaient les couleurs vives. Leurs vêtements et leurs maisons étaient colorées. C'est le cinéma qui a propagé l'idée qu'ils s'habillaient en noir.
- Les puritains n'étaient pas prudes. L'activité sexuelle, au sein du mariage, n'était pas condamnée et même encouragée. Des puritains pouvaient être punis pour chasteté.
- Les puritains n'étaient pas sobres. L'alcool était consommé. Les puritains buvaient du vin, de la bière, du cidre, du rhum… car l'eau douce était souvent impropre à la consommation.
- Les puritains aimaient la poésie (Anne Bradstreet ou Edward Taylor).
- Les puritains n'étaient pas opposés aux fêtes et aux jeux.

## Puritains célèbres

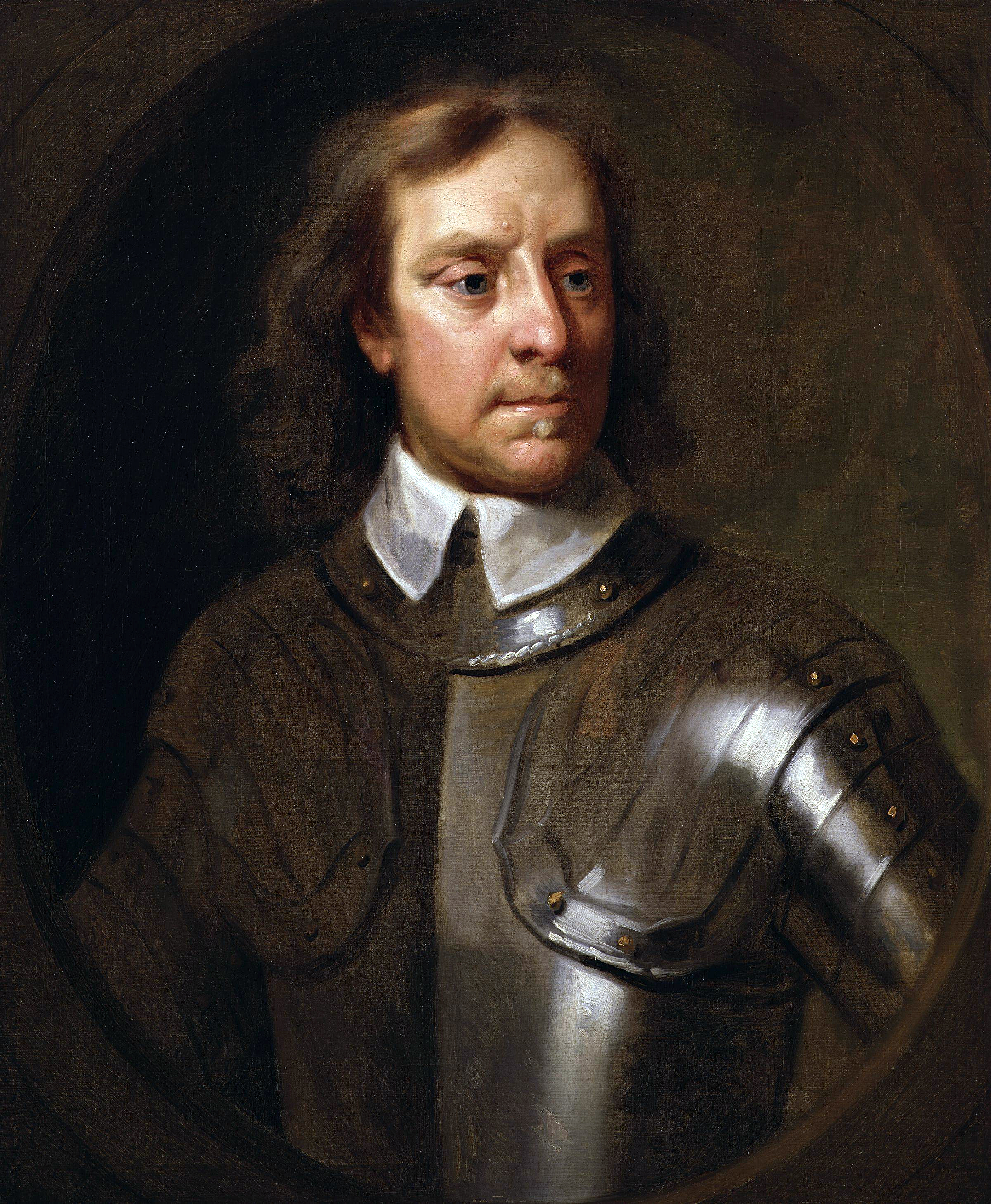
Oliver Cromwell, lord-protecteur du Commonwealth of England, Scotland, and Ireland.

- Peter Bulkley (en) (1583-1659) ; ministre puritain influent et fondateur de Concord.
- John Bunyan (1628-1688) ; connu pour son conte religieux Le Voyage du pèlerin.
- William Bradford (1590-1657), gouverneur de la colonie de Plymouth.
- Anne Bradstreet (1612-1672) ; première femme à voir ses œuvres publiées dans les colonies britanniques d'Amérique du Nord.
- Oliver Cromwell (1599-1658) ; dirigeant anglais militaire et politique. Il finit par devenir Lord Protector du Commonwealth d'Angleterre, d'Écosse et d'Irlande. Il était un homme très religieux, considéré comme un puritain indépendant.
- John Endecott (1600-1665) ; premier gouverneur de la colonie de la baie du Massachusetts et important chef militaire.
- Jonathan Edwards (1703-1758) ; prédicateur évangélique qui a participé à la naissance du Premier grand réveil (First Great Awakening).
- Thomas Hooker (1586-1647) ; pasteur puritain et cofondateur de la colonie du Connecticut.
- Anne Hutchinson (1591-1643) ; femme puritaine connue pour avoir exprimé librement ses opinions religieuses, ce qui lui valut d'être bannie de la colonie de la baie du Massachusetts.
- John Milton (1608-1674) ; considéré comme l'un des plus grands poètes anglais, auteur d'épopées comme Le Paradis perdu et de drames comme Samson Agonistes (en). Il était un fervent partisan de Cromwell.
- James Noyes (1608-1656) ; ministre puritain influent, enseignant et fondateur de Newbury.
- Philip Nye (1595-1672) ; principal conseiller d'Oliver Cromwell sur les questions de religion et de réglementation de l'Église.
- Thomas Parker (en) (1595-1677) ; ministre puritain influent, enseignant et fondateur de Newbury.
- John Winthrop (1588-1649) ; avocat connu pour son sermon A Model of Christian Charity (en) (Un modèle de charité chrétienne), et en tant que figure de proue de la fondation de la colonie de la baie du Massachusetts.
- Robert Woodford (en) (1606-1654) ; avocat anglais, principalement basé à Northampton et à Londres. Son journal, The Diary of Robert Woodford, 1637–1641, décrit en détail les perspectives d'un puritain éduqué.

## Héritage

### Capitalisme
Selon Max Weber, les puritains auraient créé une éthique de travail fondée sur l'épargne, l'honnêteté et l'investissement dans les activités de ce monde et qui aurait contribué à l'essor du capitalisme.

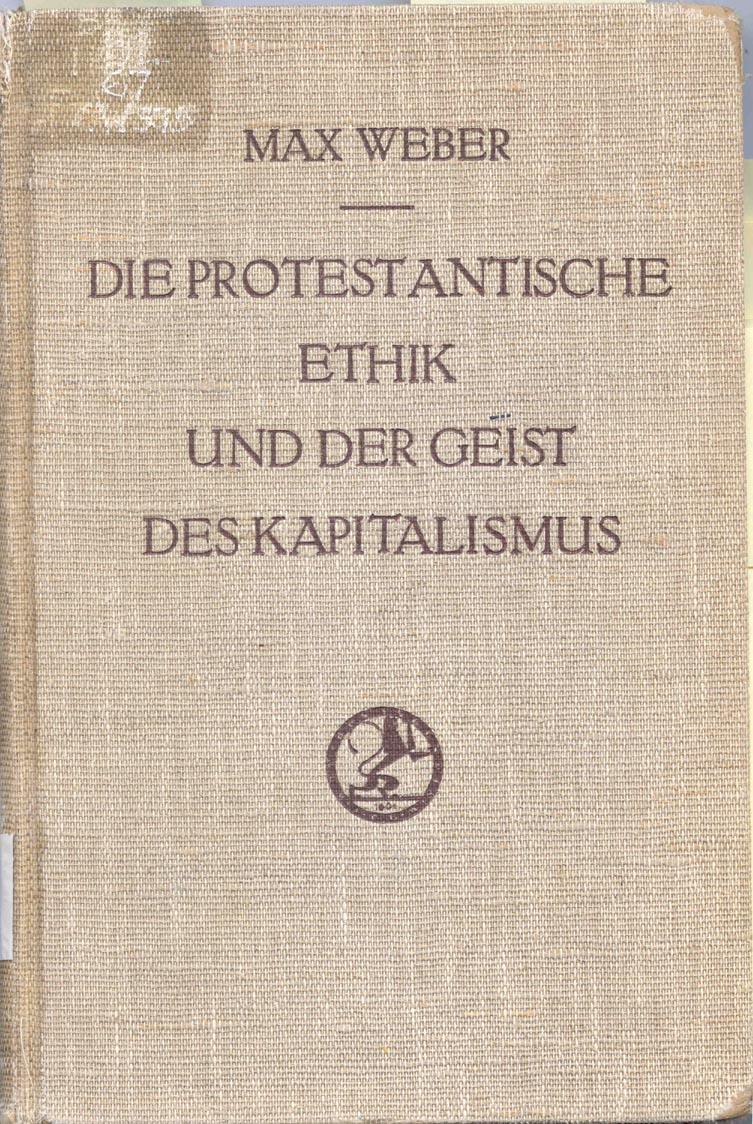
Couverture de l'édition originale de L'éthique protestante et l'esprit du capitalisme.

Pour Max Weber, le capitalisme moderne fondé sur l'utilisation rationnelle du travail, est apparu en Occident grâce à un ensemble de pré-conditions structurelles : en particulier, la présence d'une classe rationnelle constituée par la bourgeoisie. Il estime ainsi que ce qui a été décisif dans la diffusion du capitalisme fut l'apparition d'une nouvelle morale économique d'origine protestante et en particulier puritaine, que Weber nomme « esprit du capitalisme ». Dans ce nouvel ethos économique, la conduite de vie des acteurs est dirigée par le principe selon lequel la finalité de l'existence est le travail dans le cadre d'une profession : le travail devient une fin en soi : « Le problème majeur de l'expansion du capitalisme moderne n'est pas celui de l'origine du capital, c'est celui du développement de l'esprit du capitalisme ».
Weber pense que l'origine de cet esprit se trouve dans l'ascèse du travail dans le monde qui a été au centre du protestantisme calviniste, et plus spécifiquement puritain. En effet, dans le puritanisme, le travail est la plus haute tâche que peut accomplir l'homme pour la gloire de Dieu et, surtout, le fidèle peut trouver dans sa réussite professionnelle la confirmation de son statut d'élu de Dieu. Weber estime que c'est dans la sécularisation de cette ascèse, en affinité élective avec l'« esprit du capitalisme », que le capitalisme a trouvé la force de vaincre le « monde de forces hostiles » qui s'opposait à lui.

### Politique et démocratie moderne
Selon Alexis de Tocqueville, le puritanisme représente tout autant une théorie politique que d'une doctrine religieuse. Selon lui, les puritains ont permis l'enchevêtrement de « l'esprit de religion » et de « l'esprit de liberté » qui étaient deux idées antinomiques. Cependant il ne faut pas confondre la « liberté politique » et la « liberté religieuse ».

### Littérature
Ce mouvement a inspiré l'ouvrage de John Bunyan The Pilgrim's Progress, écrit alors qu'il était emprisonné pour ne pas avoir respecté le Conventicle Act, qui punissait les personnes coupables d'avoir organisé des services religieux non autorisés et sans supervision de l'Église anglicane.

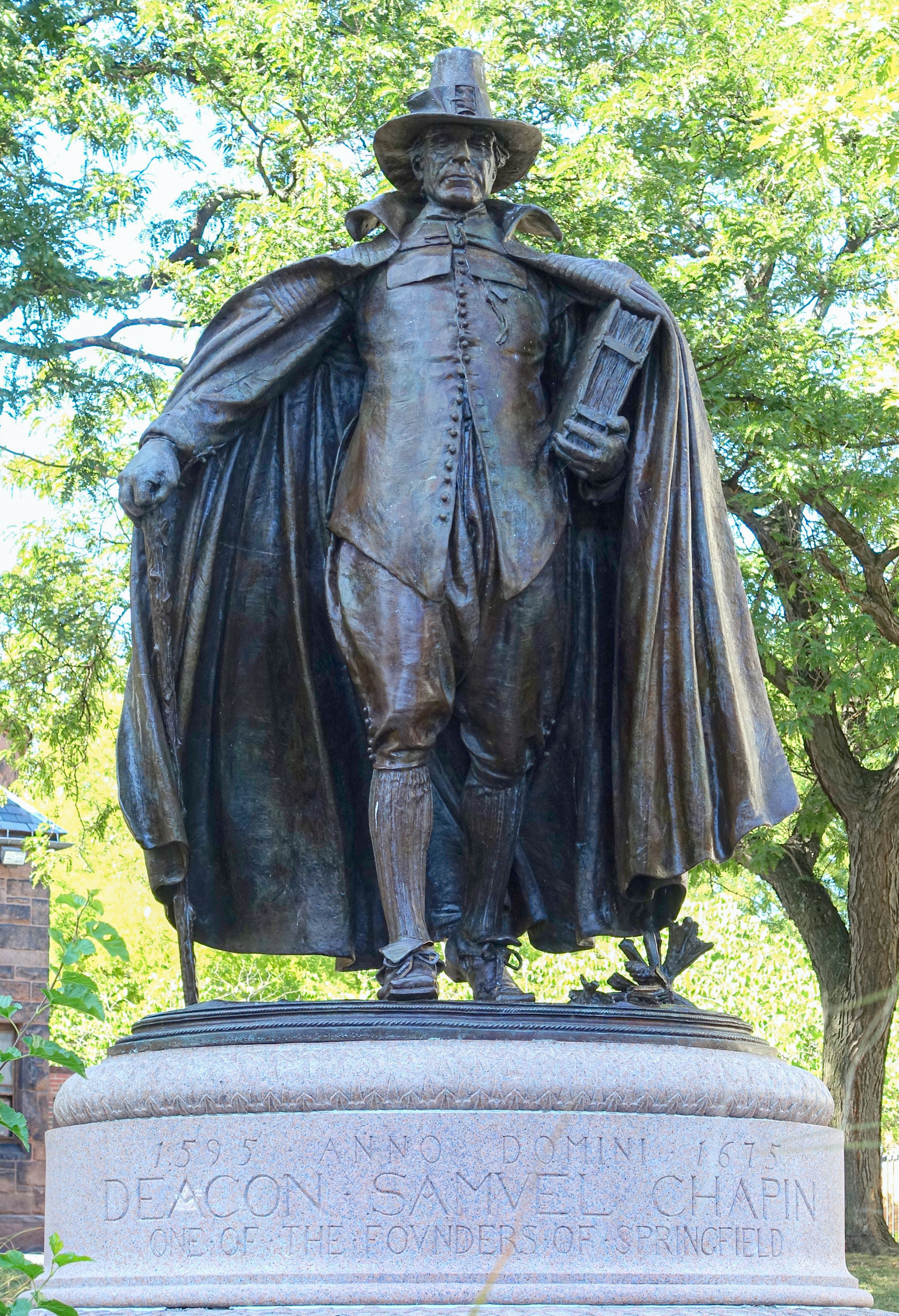
Le diacre Samuel Chapin, statue connue sous le nom « The Puritan » (Le Puritain). Statue d'Augustus Saint-Gaudens située à Springfield, Massachusetts, 1887.

### Influence aux Pays-Bas
Le puritanisme anglais se répercute aux Pays-Bas dans le mouvement dit de la Nadere Reformatie.

### Ouvrages puritains
- Arthur Dent, The Plain Man's Pathway to Heaven, Belfast, North of Ireland Bk. [and] Tract Depository, 1601 (lire en ligne)
- Richard Rogers, Seven Treatises, 1610 (lire en ligne)
- Henry Scudder, Christian's Daily Walk, 1627 (lire en ligne)
- Richard Sibbes, The Bruised Reed and Smoking Flax, 1620 (lire en ligne)

### Études sur le puritanisme
- Bremer, Francis J. Lay Empowerment and the Development of Puritanism. New York: Palgrave Macmillan, 2015.
- Bremer, Francis J.; Webster, Tom, eds. (2006). "Savoy Assembly". Puritans and Puritanism in Europe and America: A Comprehensive Encyclopedia. ABC-CLIO.
- Joel R. Beeke et Mark Jones, A Puritan theology: doctrine for life, Grand Rapids, Mich, Reformation Heritage Books, 2012.
- Collins, Owen (1999). Speeches That Changed the World, Westminster John Knox Press, (ISBN 0-664-22149-1).
- Samuel Rawson Gardiner, The First Two Stuarts and the Puritan Revolution, New York, C. Scribner's Sons, 1895, 10–11 (lire en ligne)
- Giussani, Luigi. American Protestant Theology: A Historical Sketch. McGill-Queens UP (2013).
- Hall, David D. (2019). The Puritans: A Transatlantic History. H-Net online review
- Miller, Randall M. (2008). The Greenwood Encyclopedia of Daily Life in America. ABC-CLIO. (ISBN 9780313065361).
- Jarrett Morris, M. Michelle. Under Household Government: Sex and Family in Puritan Massachusetts. Cambridge, MA: Harvard University Press.
- Daniel Neal, The History of the Puritans, New York, Harper, 1844 (ISBN 1-899003-88-6, lire en ligne)
- Neuman, Meredith Marie (2013). Jeremiah's Scribes: Creating Sermon LIterature in Puritan New England. Philadelphia, PA: University of Pennsylvania Press.
- Michael P. Winship, Hot Protestants: A History of Puritanism in England and America, Yale University Press, 2018
- Bernard Cottret, Monique Cottret et Marie-José Michel, Jansénisme et puritanisme, Nolin, 2002, 237 p.
- Nicole Bacharan, Du sexe en Amérique. Une autre histoire des États-Unis, Éditions Robert Laffont, 2016, 469 p. (lire en ligne)
- Spurr, John (1998). English Puritanism, 1603–1689. Social History in Perspective. Palgrave MacMillan

## Source
- (en) Cet article est partiellement ou en totalité issu de l’article de Wikipédia en anglais intitulé « Puritans » (voir la liste des auteurs).